# Stella Rutto
Stella Jepkosgei Rutto (ur. 1996) – kenijska lekkoatletka, biegaczka długodystansowa, od maja 2021 reprezentująca Rumunię.

## Osiągnięcia
| Rok                    | Impreza                                | Miejsce         | Konkurencja                   | Pozycja     | Wynik    |
| ---------------------- | -------------------------------------- | --------------- | ----------------------------- | ----------- | -------- |
| Reprezentacja: Kenia   |                                        |                 |                               |             |          |
| 2012                   | Mistrzostwa świata juniorów            | Barcelona       | bieg na 3000 m z przeszkodami | 3. miejsce  | 9:50,58  |
| 2015                   | Mistrzostwa Afryki juniorów            | Addis Abeba     | bieg na 3000 m z przeszkodami | 1. miejsce  | 10:22,47 |
| Reprezentacja: Rumunia |                                        |                 |                               |             |          |
| 2024                   | Mistrzostwa Europy                     | Rzym            | bieg na 3000 m z przeszkodami | 4. miejsce  | 9:22,36  |
| 2024                   | Igrzyska olimpijskie                   | Paryż           | bieg na 3000 m z przeszkodami | eliminacje  | 9:31,23  |
| 2025                   | Mistrzostwa Europy w biegach ulicznych | Bruksela/Leuven | bieg na 10 km                 | 41. miejsce | 33:19    |
| 2025                   | Mistrzostwa Europy w biegach ulicznych | Bruksela/Leuven | bieg na 10 km drużynowo       | 14. miejsce | 1:44:58  |

## Rekordy życiowe
- Bieg na 3000 metrów z przeszkodami – 9:22,36 (2024)